# Luís Eduardo Quadros Lima
Luis Eduardo Quadros Lima (Dom Pedrito, 12 de dezembro de 1961) é um ex-futebolista brasileiro, que se destacou na defesa do Grêmio.

## Carreira
Luís Eduardo começou sua carreira nos times de base do Grêmio. Antes de chegar à equipe principal, foi emprestado para o Inter de Lages e para o Inter de Santa Maria. Atuou no time principal do Grêmio entre 1984 e 1990, tornando-se hexacampeão gaúcho (1985-1990), além de campeão da primeira edição da Copa do Brasil de 1989 e da Supercopa do Brasil de 1990. Por esses títulos, Luís Eduardo está incluído na Calçada da Fama gremista.
Em 1991, transferiu-se para o Real Valladolid, pelo qual disputou 25 partidas. Em 1992, retornou para o Brasil, inicialmente para o Palmeiras (pelo qual atuou em apenas 15 jogos), e depois para Fluminense e Atlético Mineiro. Pelo Atlético, foi campeão da Conmebol de 1992 e 1997, do campeonato mineiro de 1995 e da Copa Centenário de Belo Horizonte de 1997.
Atuou também por Coritiba, Atlético Paranaense e São José-RS, onde encerrou a carreira em 2000.

## Títulos
Grêmio
- Campeonato Gaúcho: 1985, 1986, 1987, 1988, 1989, 1990
- Copa do Brasil: 1989
- Supercopa do Brasil: 1990
- Troféu Cidade de Palma de Mallorca: 1985
- Copa Philips: 1986, 1987
- Taça RBS TV 25 anos: 1988

Atlético Mineiro
- Copa Conmebol: 1992, 1997
- Campeonato Mineiro: 1995
- Copa Centenário de Belo Horizonte: 1997